# Yaniv Azran
Yaniv Azran (in ebraico יניב עזרן‎?; Ashdod, 12 maggio 1983) è un ex calciatore israeliano, di ruolo attaccante.

## Carriera
Ha giocato nella massima serie dei campionati israeliano e cipriota.